# 神奈川県立希望ケ丘高等学校
神奈川県立希望ケ丘高等学校（かながわけんりつ きぼうがおかこうとうがっこう）は、神奈川県横浜市旭区南希望が丘に所在する公立高等学校。略称は“希高”（きこう）、或いは神奈川県立横浜第一高等学校から取って“神高”（じんこう）とも言われる。近くの地名は「希望が丘」と「が」、最寄駅は「希望ヶ丘」と「ヶ」なのに対し、「希望ケ丘高校」は「ケ」である。

## 概観
1897年（明治30年）、神奈川県最初の県立中学校である、神奈川県尋常中学校として横浜市西区藤棚町（旧久良岐郡戸太町）に創立された。その後、名称を神奈川県中学校（1899年）、神奈川県第一中学校（1900年）、神奈川県立第一中学校（1901年）、神奈川県立第一横浜中学校（1913年）、神奈川県立横浜第一中学校（1923年）と改称する。1923年9月1日の関東大震災においては罹災者を校内に受け入れ、復興拠点の一つとなった。1945年5月29日の横浜大空襲によって校舎焼失、現在の金沢区六浦東へ移転する。
戦後の学制改革を経て、神奈川県立横浜第一高等学校（1948年）、神奈川県立希望ヶ丘高等学校（1950年）と改称し、男女共学となる。1951年9月、現在の旭区南希望が丘へ移転した。現在地は相模鉄道の寄付による。

## 沿革
（沿革節の主要な出典は公式サイト）
- 1897年（明治30年）

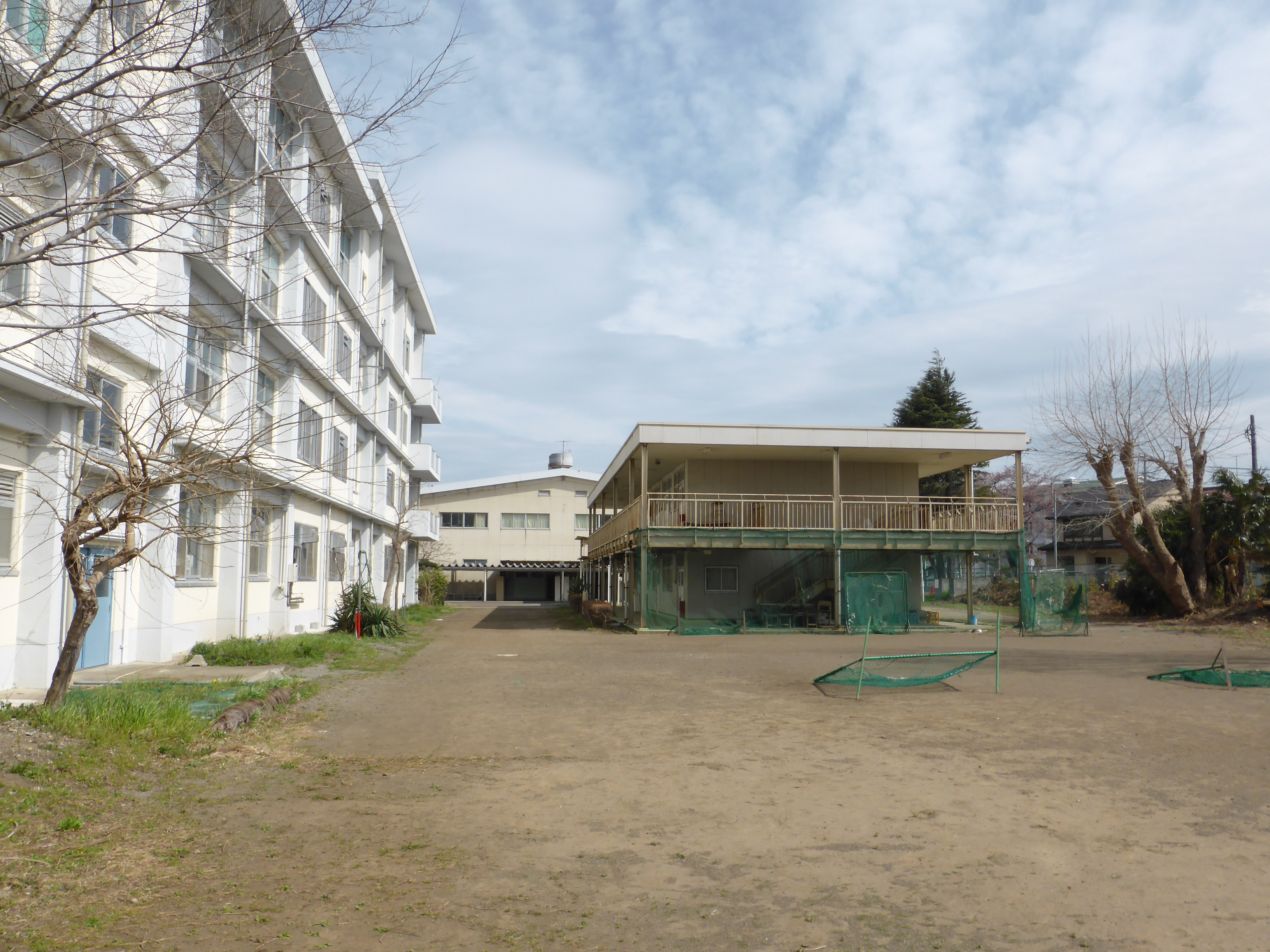
特別教室棟・体育館・文化部棟

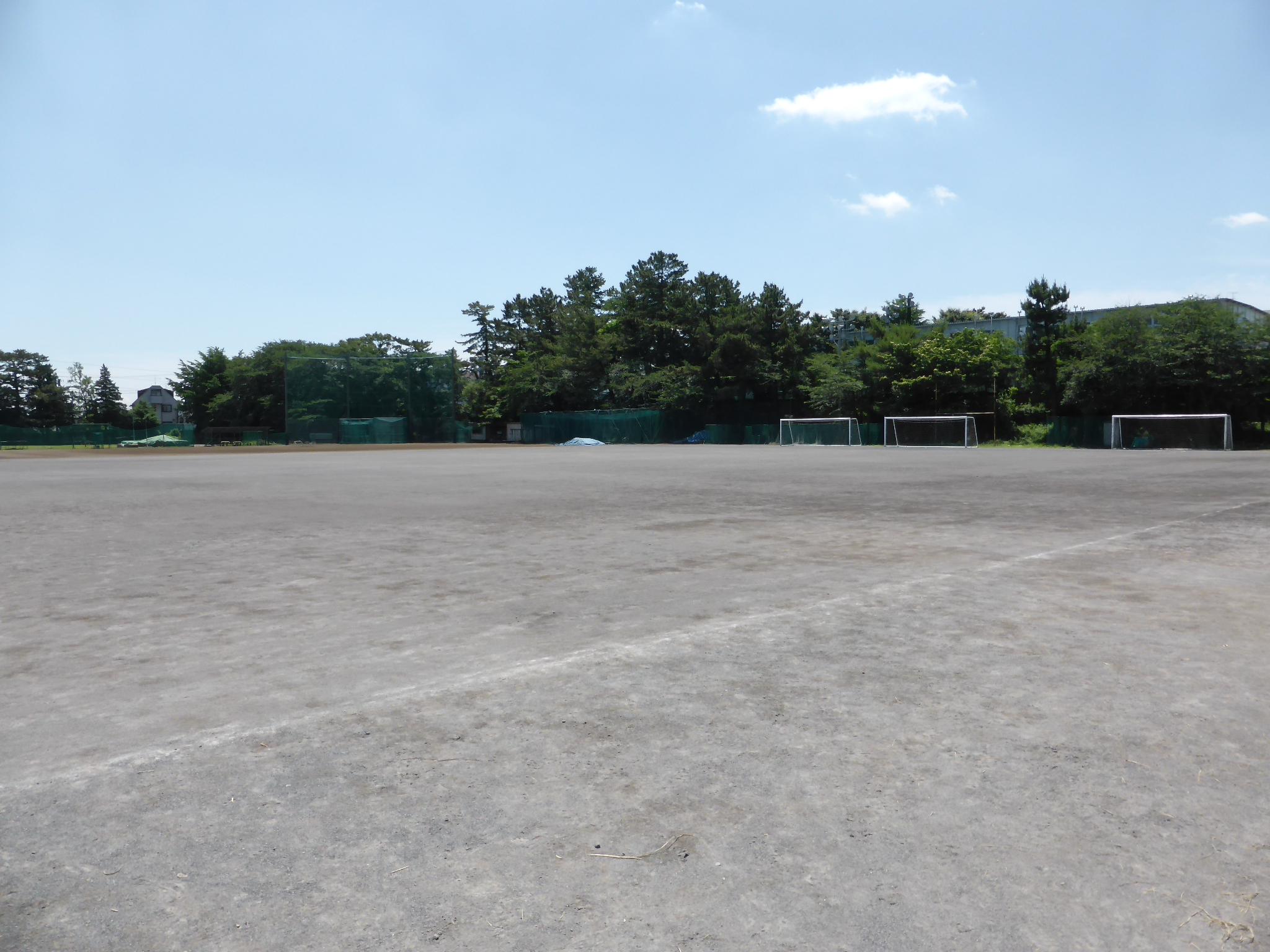
グラウンド

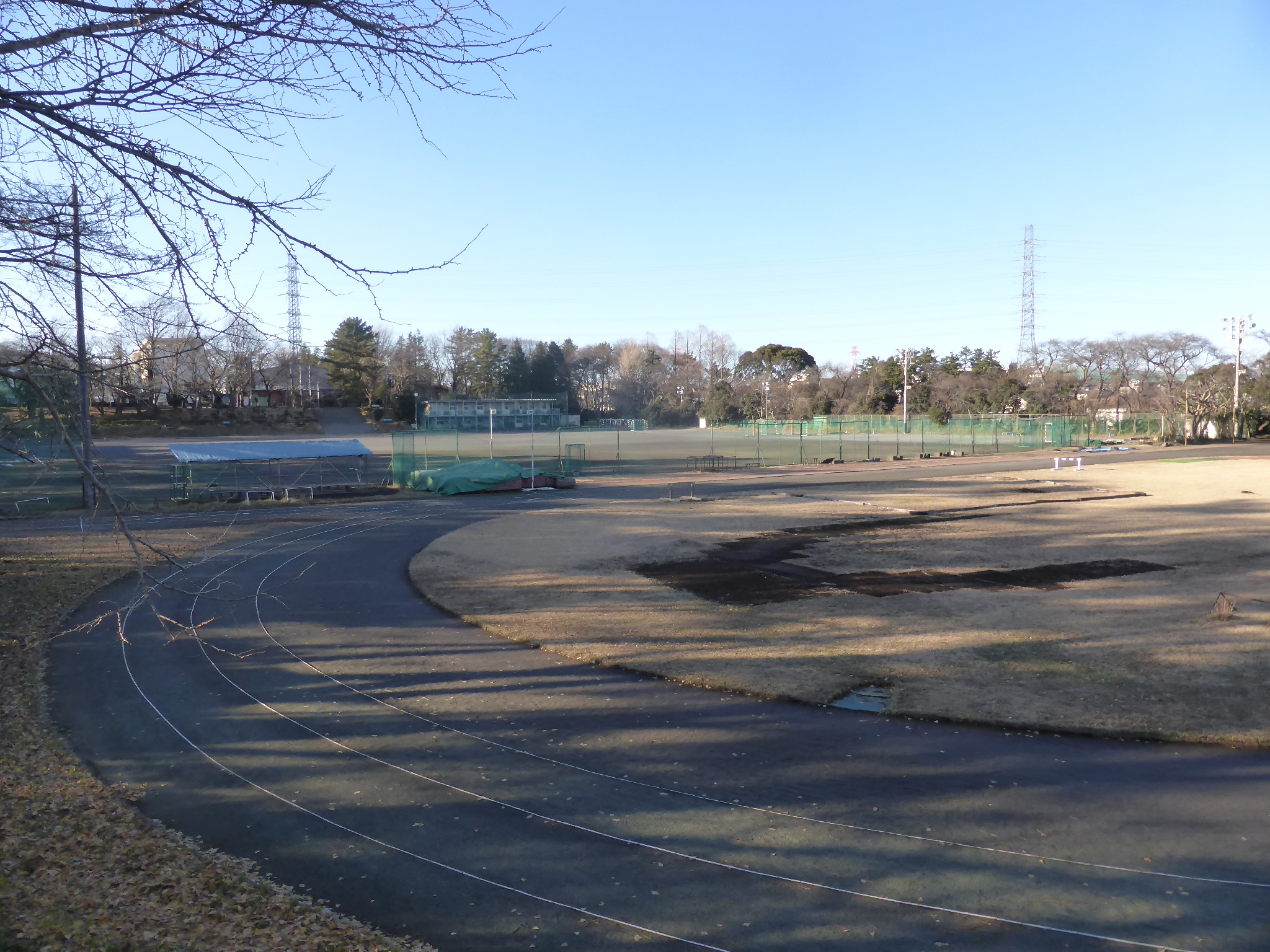
陸上競技場

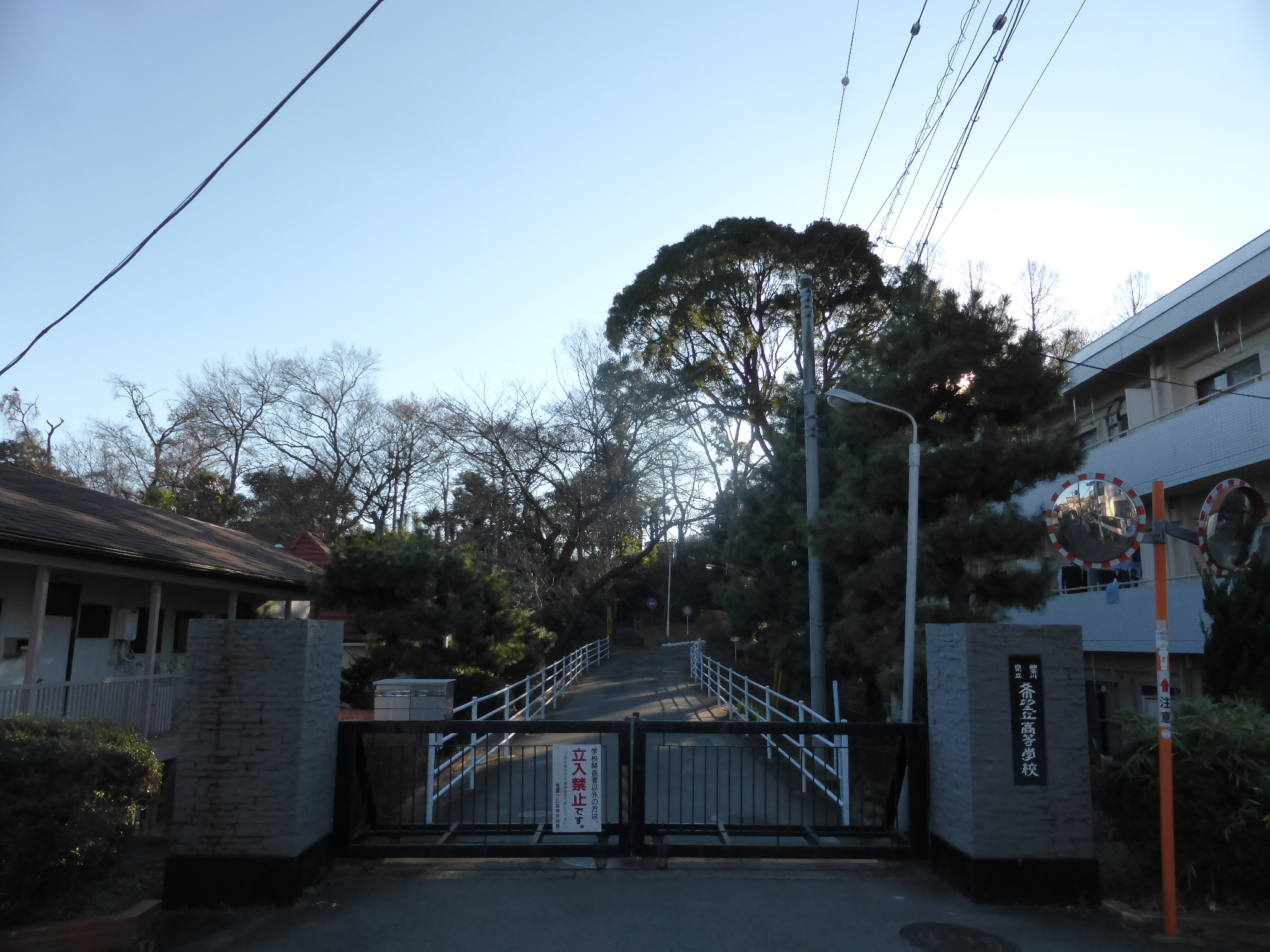
正門

  - 2月23日 - 神奈川県尋常中学校を久良岐郡戸太町に設置する旨告示[5]
  - 6月18日 - 開校式を挙行（この日を開校記念日とする）[6]
- 1899年2月6日 - 神奈川県中学校と改称[7]
- 1900年4月1日 - 神奈川県第一中学校と改称[8]
- 1901年5月7日 - 神奈川県立第一中学校と改称[9]
- 1912年（明治45年）6月18日 - 創立15周年記念式典を挙行[10]
- 1913年（大正2年）4月1日 - 神奈川県立第一横浜中学校と改称[11]
- 1923年
  - 4月1日 - 神奈川県立横浜第一中学校と改称[12]
  - 9月1日 - 関東大震災により初代校舎群被災[13]
- 1924年4月13日 - 私立神中夜学校が開校[14]
- 1927年（昭和2年）5月5日 - 初代校舎群の復旧工事を開始
- 1928年12月14日 - 校旗制定（通称「神中校旗」）[15]
- 1929年1月15日 - 初代校舎群の復旧工事終了（第3期工事完了）[16]
- 1932年10月9日 - 創立35周年祝賀式を開催[17]
- 1934年2月12日 - 校歌制定（作曲山田耕筰、作詞佐佐木信綱）[18]
- 1937年4月9日 - 私立神中夜学校の神奈川県移管に伴い、神奈川県立神奈川中学と改称
- 1943年4月1日 - 改正中学校令により神奈川県立神奈川中学を神奈川県立横浜第一中学校夜間部に改組
- 1945年
  - 5月29日 - 横浜大空襲により初代校舎群焼失
  - 7月2日 - 横浜市立戸部国民学校校舎に移転し、授業再開
- 1946年4月1日 - 旧海軍航空技術廠工員寮（通称「金沢校舎」）に移転し、授業開始
- 1948年4月1日 - 神奈川県立横浜第一高等学校と改称[19]
- 1950年4月1日 - 神奈川県立希望ヶ丘高等学校と改称[20]、男女共学と19学区制実施
- 1951年
  - 8月13日 - 第33回全国高等学校野球選手権大会に神奈川県代表として出場し、1回戦で京都府代表平安高校に5-2で敗れる。
  - 9月11日 - 現在地において第二代校舎群の第1期工事完了
  - 9月19日 - 金沢校舎より現在地へ移転
  - 10月24日 - 第二代校舎群の落成祝賀記念式を挙行[21]
- 1957年
  - 11月4日 - 講堂兼体育館（通称「旧体」）竣工
  - 11月8日 - 創立60周年記念として講堂兼体育館の落成記念祝賀会を挙行
- 1960年8月16日 - 運動部更衣室（通称「旧部室」）竣工
- 1963年4月1日 - 9学区制実施により横浜中部学区に属する
- 1967年6月16日 - 創立70周年記念式典を挙行[22]
- 1969年
  - 2月17日 - 第三代校舎群建設のための地鎮祭を実施
  - 10月25日 - 高校教育のあり方に異議を唱える生徒の一部が、数日間にわたり校舎の占拠[23]。
- 1970年1月26日 - 普通教室棟（通称「A棟」）竣工（第1期工事完了）
- 1973年  - 特別教室棟（通称「C棟」）竣工（第4期工事完了）
  - 1月 -　第51回全国高等学校サッカー選手権大会に神奈川県代表として出場し、1回戦で大阪府代表関西大倉高校に5-2で敗れる。
- 1974年5月31日 - 柔剣道場（通称「格技場」）竣工
- 1975年12月23日 - 管理棟兼普通教室棟（通称「B棟」）竣工（第5期工事完了）
- 1977年12月6日 - 創立80周年記念事業として正門と門扉を設置[24]
- 1979年
  - 9月27日 - 運動部新部室（通称「新部室」）竣工
  - 12月4日 - 新体育館（通称「新体」）竣工
- 1981年4月1日 - 16学区制実施により横浜西部学区に属する
- 1985年3月1日 - 新校歌制定（作曲三善晃、作詞飯田侑）
- 1987年（昭和62年）11月14日 - 創立90周年記念として新校章「希高」を制定[25]
- 1989年（平成元年）3月29日 - 文化部棟（通称「D棟」）竣工
- 1997年10月25日 - 創立100周年記念式を挙行[26]
- 2002年4月1日 - 総合的な学習の時間と完全学校週5日制実施[27]
- 2004年4月1日 - 2学期制開始
- 2005年4月1日 - 学区制廃止
- 2010年4月22日 - 神奈川県教育委員会から県立高校教育力向上推進事業による学力向上進学重点校に指定される[28]
- 2011年4月1日 - 3学期制再開。[29]
- 2013年6月13日 - 神奈川県教育委員会から県立高校教育力向上推進事業による学力向上進学重点校に再度指定される[30]
- 2017年4月26日 - 老朽化により、講堂兼体育館（通称「旧体」）の使用が禁止される
- 2021年2月 - 3月 - 「旧体」解体
- 2022年4月1日 - 2学期制再開

## 基礎情報

### 校歌
- 神奈川県立横浜第一高等学校校歌（通称「旧校歌」）（作曲山田耕筰、作詞佐佐木信綱）
- 神奈川県立希望ヶ丘高等学校校歌（通称「新校歌」）（作曲三善晃、作詞飯田侑）

### 教育目標
- 学習はすべて自発的に行い、自学自習を重んじ、自己の能力と資質を最大限に伸ばす
- 行動はすべて自主的に行い、自律自制を旨とする
- 社会人としての意識を明確にし、和衷協同を旨とする
- 社会人としての言動、礼法に注意し、感情を慎み、特に情操豊かな人となる
- 節度ある学校生活を通じて、心身の健康をはかる

## 教育課程

### 全日制
- 月・水・金曜は1コマ50分×6時限、火・木曜は1コマ50分×7時限の授業が展開される。
- 1・2年次に基礎・基本をしっかりと身につけ、幅広く学ぶことで視野を広げる。1年生は全員が同じ科目を履修する（芸術は音楽・美術・書道から1つを選択）。2年生以降は文系と理系に分かれる（文系は世界史探究または日本史探究のどちらかを、理系は化学を学習する）。これにより自分の適性を見極め、3年次での進路選択につなげている。

## 学校行事

### 全日制
- 4月 - 入学式、始業式
- 5月 - 陸上競技大会[31]
- 6月 - 記念祭（開校記念日6/18に最も近い休日に行われる）[32]
- 7月-合唱祭
- 9月 - 球技大会[33]
- 10月 - 修学旅行（2年次）、1日LHR（1・3年次）
- 11月 - 文学散歩（1年次）
- 3月 - 卒業式、3年生を送る会（通称「3送会」）[34]、球技大会、修了式

### 定時制
- 11月 - 希望祭

## 課外活動

### 全日制
2021年度時点。

#### 部活動
運動部
- 陸上競技部
- 硬式野球部[35]
- サッカー部[36]（男子・女子）
- ラグビー部
- ハンドボール部（男子・女子）
- バレーボール部（男子・女子）
- バスケットボール部（男子・女子）
- 硬式テニス部（男子・女子）
- ソフトボール部（女子）
- バドミントン部
- 卓球部
- ダンス部
- ブレイクダンス部
- 剣道部
- 柔道部
- 弓道部
- 水泳部

文化部
- 吹奏楽部[37]
- 軽音楽部
- フォークソング部
- ギター部
- 室内楽部
- 合唱部
- 山岳部
- 美術部
- 茶道部
- 科学部
- 文芸部
- 写真部
- 交通研究部
- MFC（マンガファンクラブ）[38]
- パントマイム部
- ドレスクリエイト部
- クイズ研究部[39]

#### 委員会
- 記念祭運営委員会（通称：キウン）
- 合唱祭運営委員会（通称：GUN「ガン」）
- 球技大会運営委員会（通称：QUN「キュン」）
- KHI（希望ケ丘放送委員会）[40][41]
- 図書委員会
- 保健福祉委員会
- 美化委員会
- 議長団
- 会計監査委員会

## 高校関係者一覧

### 著名な教職員
- 安彦忠彦（元英語科教諭、名古屋大学名誉教授、神奈川大学教授）
- 犬養孝（元国語科教諭、元旧制台北高等学校教授、大阪大学・甲南女子大学名誉教授、文化功労者）
- 小森慶助（元校長、元静岡市市長、元旧制甲南高等学校校長）
- 田代博（元社会科教諭、地理学者、元筑波大学附属高等学校教諭）
- 鳴山草平（元国語科教諭、小説家）

### 著名な出身者
分野別五十音順

#### 政治・行政
- 相沢英之（中41、元大蔵省理財局長、元大蔵省主計局長、元大蔵事務次官、元衆議院議員、元経済企画庁長官、元金融再生委員会委員長）[42]
- 浅沼清太郎（中42、元大阪府警本部長、元警察庁警務局長、元警察庁長官、元阪神高速道路公団理事長）
- 飛鳥田一雄（中37、元横浜市長、元衆議院議員、元日本社会党委員長）[42]
- 池田清志（中22、元栃木県知事、元衆議院議員、元厚生政務次官、元大蔵政務次官、元衆議院法務委員長）
- 大久保智子（高31、横浜市副市長、元横浜市水道局長、元西区長）
- 大森陽一（高15、元特許庁特許技監、元知的財産研究教育財団理事長）
- 太田正孝（定時制、横浜市議会議員）
- 岡部三郎（中48、元参議院議員、元北海道開発庁長官、元沖縄開発庁長官）
- 小此木彦三郎（中⑤-2、元衆議院議員、元通産大臣、元建設大臣）
- 川合武（中37、元総理秘書官、元自治省消防庁次長、元衆議院議員）
- 行天豊雄（高2、元大蔵省国際金融局長、元財務官、元東京三菱銀行会長、元内閣官房参与）[42]
- 来栖三郎（中8、元外務省通商局長、元ベルギー大使、元ドイツ大使、元アメリカ大使）
- 斎藤文夫（中⑤-2、元参議院議員、川崎・砂子の里資料館館長）
- 古川直季 (高39、総務大臣政務官、衆議院議員、元横浜市会議員)
- 城守茂美（高20、外交官、元宮内庁式部官、 元ミラノ総領事、 元駐スロベニア大使）
- 鈴木隆雄（高10、元警察庁科学警察研究所副所長）
- 冨沢篤紘（高10、元衆議院議員）
- 本間精（中17、元警視庁警務部長、元内務省警保局長、元秋田県知事、元岡山県知事、元福岡県知事）
- 松隈秀雄（中18、元大蔵省主税局長、元大蔵次官、元日本専売公社総裁）
- 松本正雄（中24、元第二東京弁護士会会長、元日本弁護士連合会副会長、元最高裁判所判事、元国家公安委員）
- 山本鎮彦（中42、元警視庁公安部長、元兵庫県警本部長、元警察庁警備局長、元警察庁長官、元ベルギー大使）
- 横溝光暉（中19、元内閣情報部長、元岡山県知事、元熊本県知事）
- 吉瀬維哉（中44、元大蔵省主計局長、元大蔵事務次官、元日本開発銀行総裁）

#### 経済・経営
- 有吉義弥（中23、元商船管理委員会理事長、元日本郵船会長）
- 小原敏人（中⑤-1、元日本ガイシ会長、元中部経済連合会副会長）
- 國廣喜和武（元ポッカサッポロフード＆ビバレッジ社長、元森を育む紙製飲料容器普及協議会会長）[43]
- 佐藤喜一郎（中17、元帝国銀行頭取、元三井銀行会長、元経団連評議員会議長、元日本棋院総裁）
- 間塚道義（元富士通会長、元情報通信ネットワーク産業協会会長、元日本知的財産協会会長）[43]
- 山木利満（元小田急電鉄会長、元日本民営鉄道協会会長）[43]
- 吉野敏明（銀座エルディアクリニック院長・元医療法人十字会理事長・元医療法人桃花会理事長）[44]
- 渡邉美樹（高30、ワタミ株式会社会長、郁文館夢学園理事長、元参議院議員） [42]
- 冨澤繁信（元住友リース副社長）[要出典]

#### 学術・研究
- 大島正満（中6、生物学者、元東京府立高等学校教授）
- 木村健二郎（中18、化学者、元東京大学教授、元東京女子大学学長、日本学士院賞受賞）
- 小塚新一郎（中25、哲学者、元東京芸術大学学長）
- 池田善長（中31、農業経済学者、元北海学園大学名誉教授）
- 加藤衛（中36、演劇評論家、元横浜市立大学教授）
- 村尾次郎（中36、歴史学者、元文部省主任教科書調査官）
- 種瀬茂（中47、経済学者、元一橋大学学長、元経済理論学会代表幹事、元国立大学協会副会長）
- 上田閑照（中48、哲学者、京都大学名誉教授）
- 左近　淑（高2、聖書学者、元東京神学大学学長）
- 大須賀明（高5、憲法学者、早稲田大学名誉教授、元東洋大学教授）
- 佐藤次高（高13、歴史学者、東京大学名誉教授）
- 髙橋正征（高13、生態学者、東京大学名誉教授、元日本科学協会会長、元日本サイエンスサービス代表理事）
- 高橋勝（高17、教育学者、横浜国立大学名誉教授）
- 藤原正則（高25、法学者、北海道大学教授）
- 小林良彰（高25、政治学者、慶應義塾大学名誉教授、元横浜国立大学教授、元日本政治学会理事長、元日本学術会議副会長）[45]
- 横澤一彦（高28、心理学者、東京大学教授）
- 小野塚知二（高28、経済学者、東京大学教授）[45]
- 伊豆田猛（高31、環境学者、東京農工大学教授、大気環境学会会長）
- 並木浩一（高31、評論家、桐蔭横浜大学教授、元大同大学教授）
- 長沼毅（高32、生物学者、広島大学教授）[45]
- 宮丸裕二（高42、英文学者、中央大学教授）
- 片桐由希子（高48、観光学者、金沢工業大学講師）
- 佐々木一晋（高48、工学者、武蔵野美術大学准教授）
- 杉田修啓（高48、医工学者、名古屋工業大学教授）

#### 文学・芸術
- 大野林火（中26、俳人、蛇笏賞受賞）
- 秋岸寛久（高33、作曲家）
- 川村毅（高30、劇作家、岸田國士戯曲賞受賞、鶴屋南北戯曲賞受賞、芸術選奨受賞）[46]
- 神田寛明（フルート奏者）[47]
- 北村初雄（中22、詩人）
- 倉橋羊村（高2、俳人、現代俳句協会副会長）
- 國領經郎（中41、洋画家、日本芸術院賞受賞）[42]
- 小船幸次郎（作曲家、作詞家、横浜交響楽団創立者）
- 寺田透（中37、文芸評論家、元東京大学教授、毎日出版文化賞受賞、毎日芸術賞受賞）
- 野尻抱影（中7、文学者・随筆家、元山梨県立甲府中学校英語科教諭）
- 野中“まさ”雄一（編曲家、AKB48編曲担当）[47]
- 服部逸郎（作曲家、作詞家、元NHKアナウンサー）
- 藤幡正樹（メディア・アーティスト、東京藝術大学名誉教授）
- 黛敏郎（中51、作曲家、元題名のない音楽会司会、元日本を守る国民会議議長、元自由社会を守る国民会議代表）[46]
- 門奈紀生（バンドネオン奏者）[46]
- 矢代幸雄（中12、美術史家、元美術研究所所長、元大和文華館館長）
- 山下和美（高30、漫画家、講談社漫画賞受賞）
- 山梨俊夫（美術史家、国立国際美術館長）[45]
- 山本昌代（高31、作家、文藝賞受賞、三島由紀夫賞受賞）
- 高橋秀実（高32、作家、小林秀雄賞受賞）[46]
- 山田和樹（高49、指揮者、ブザンソン国際指揮者コンクール優勝）[48][47]
- 青崎有吾（高62、作家、鮎川哲也賞受賞）[49]

#### マスメディア・芸能
- 杏里（歌手）
- 伊藤かずえ（定時制中退、女優）
- 植村智子（フリーアナウンサー）
- 大垣信良（元日本テレビプロデューサー）
- 桑田弘一郎（元朝日新聞東京本社代表、元テレビ朝日社長、元日本民間放送連盟会長）
- 酒井美帆（テレビ新潟放送網アナウンサー、ミス日本「水の天使」受賞）
- 佐藤英夫（中48、俳優）
- 渋谷和宏（元日経ビジネス副編集長、日経ビジネスアソシエ創刊編集長、現作家・コメンテーター）[46]
- 杉崎喬（映画録音技師、日本映画技術賞奨励賞受賞、毎日映画コンクール録音賞受賞）
- 田原彩香（フリーアナウンサー）
- 次山嘉一（俳優）
- 内藤國夫（元毎日新聞編集委員）
- 中村俊一（俳優、劇団仲間主宰者）
- 檜山靖洋（高44、気象予報士、防災士）
- 植松真美（高48、モデル）
- 青池玲奈（高48、長野朝日放送アナウンサー）[50]
- しんぷる内藤（高62、お笑い芸人）
- 青木梨沙（元九州朝日放送報道局報道記者、元テレビ神奈川報道記者）

#### 陸海軍・自衛隊
- 中村俊久（元第三艦隊参謀長、元南西方面艦隊参謀長、元侍従武官、元海軍中将）
- 小田原俊彦（元鹿屋海軍航空隊司令、元第七五一海軍航空隊司令、元第一航空艦隊参謀長、元海軍少将）
- 藤田雄蔵（元航研機操縦士、周回航続距離世界記録樹立、元陸軍中佐）
- 黛治夫（元重巡洋艦古鷹副長、元戦艦大和副長、元水上機母艦秋津洲艦長、元重巡洋艦利根艦長、元海軍大佐）
- 山口三郎（元海軍中佐、神兵隊事件）
- 臼淵磐（元戦艦大和乗組員、元海軍少佐）[51]
- 元泉馨（元第17師団参謀長、元陸軍少将、元陸軍中将）
- 米川忠吉（元北部航空方面隊司令官、元飛行教育集団司令官、元航空総隊司令官、元航空幕僚長、元航空自衛隊空将）

#### その他
- 佐々木太一（高42、黒鷲旗全日本男女選抜バレーボール大会若鷲賞受賞）[52]
- 滝本太郎（高37、大和法律事務所・弁護士）
- 大貫詩織（高62、助産師、性教育講師、YouTuber）
- 田中美一（アマチュア野球審判員）

## 旧学区
2005年度の学区撤廃以前は『横浜西部学区』に属していた。旧学区の県立高校は、
- 神奈川県立希望ケ丘高等学校
- 神奈川県立松陽高等学校
- 神奈川県立瀬谷高等学校
- 神奈川県立瀬谷西高等学校
- 神奈川県立旭高等学校
- 神奈川県立横浜緑園総合高等学校（旧：神奈川県立岡津高等学校・神奈川県立和泉高等学校）
- 神奈川県立横浜旭陵高等学校（旧：神奈川県立都岡高等学校・神奈川県立中沢高等学校）